# Charles-Mathieu-Isidore Decaen
Pour les articles homonymes, voir Decaen.
Charles-Mathieu-Isidore Decaen ou de Caen est un général français de la Révolution et de l’Empire, né le 13 avril 1769 à Caen et mort le 9 septembre 1832 à Deuil-la-Barre.

## Biographie

### Jeunesse
Fils d’un huissier au bailliage de Caen, il s'engage dans la marine royale le 27 juillet 1787 en qualité de canonnier de 2e classe au corps des canonniers matelots de la division de Brest, et il quitte le service le 1er juillet 1790.

### La période de la Révolution (1789-1800)
Le 14 septembre 1792, il s'engage de nouveau comme sergent-major au 4e bataillon de volontaires du Calvados, et il sert à l'armée du Nord, puis à l'armée du Rhin. Il se signale l’année suivante à Mayence sous les yeux de Kléber. Il conquit les grades d’adjudant-sous-officier le 26 mars 1793, de sous-lieutenant le 1er mai suivant, de lieutenant et de capitaine. Kléber, qui défend la place, dit, en parlant de Decaen, « qu’il faudrait lui compter autant de campagnes qu’il y avait eu de jours de siège ». Il fait comme adjudant-général et chef de bataillon les campagnes de la Vendée, sous les ordres des généraux Canclaux, Dubayet, Moreau et Kléber. Il tente alors d'éviter l'exécution de l'adjudant-général Desmarres.
Chargé d’une reconnaissance importante sur les frontières du canton de Bâle, il y mérite le grade d’adjudant-général chef de brigade et, bientôt après, celui de général de brigade le 3 juillet 1796. À l’attaque de Frantzenthal, son impétuosité le porte jusqu’au centre de la place. Fait prisonnier, il est rendu à la liberté sur parole et bientôt échangé. En 1796, il seconde le général Moreau avec une rare intelligence dans ses opérations sur le Rhin et se distingue au passage du Rhin et au siège de Kehl. Le Directoire lui accorde un sabre d’honneur. Dans les campagnes suivantes, Decaen continue à se distinguer. Au pont d’Erbach, devant Ulm (1800), il s’empare d'un convoi de 400 voitures de grains qui allait entrer dans la place. Il prend Munich par un coup de main. Après avoir battu plusieurs fois le général Merfeld, il décide la victoire de la bataille de Hohenlinden en conduisant pendant le plus fort de l'action 6 000 hommes à Moreau, qui ne les attend pas. C'est au milieu de ces exploits qu’il est nommé général de division le 16 mai 1800.

### Capitaine général des Indes (1802-1810)
Il est nommé capitaine général des établissements français en Inde par le Premier Consul le 18 juin 1802. Les instructions qu'il a reçues de Bonaparte sont précises : il doit être le précurseur d'un retour massif des Français en Inde, alors en rébellion contre les Britanniques. Arrivé à Pondichéry en juillet 1803, il se heurte au refus du gouverneur général Wellesley de lui remettre les cinq comptoirs en dépit des clauses de la paix d'Amiens, dont on ignore alors la rupture. Plutôt que d'affronter les Britanniques en mer, et conformément à ses instructions, il revient à l’Isle de France. Accompagné de Louis Léger, futur préfet colonial, chargé de l'approvisionnement, de l'éducation, de la conservation des forêts, etc., Decaen administre les Mascareignes pendant sept ans au nom de la métropole et s'attache notamment à l'organisation administrative et monétaire de l'archipel. Il cherche également à réorganiser les « traitants » de Madagascar et pour cela envoie d'abord Mariette, puis Sylvain Roux à Tamatave, car ces traitant sont indispensables à l'approvisionnement en riz, en bœufs et en esclaves pour l'Isle de France. En 1810, n’ayant avec lui que 1 200 hommes de garnison, il est attaqué par une armée britannique de 20 000 hommes. Il résiste quelque temps, obtient une capitulation honorable et, en quittant l’île, reçoit dans une adresse que lui votent les colons, l’expression de leur estime et de leur reconnaissance.

### À la tête de l'armée de Catalogne (1811-1814)
Il rentre en France vers le milieu de 1811, avec ses troupes et les équipages de ses quatre frégates. Cette même année, il reçoit le commandement en chef de l’armée de Catalogne et devient le principal responsable des départements français d'Espagne et les succès qu'il obtient lui valent en 1812, les titres de grand-croix de l’ordre de la Réunion et de comte de l'Empire. Depuis longtemps, il était grand officier de la Légion d'honneur. À la tête de l’armée de Catalogne, il y forme les guides catalans et gagne l’estime des vaincus mêmes par sa justice et son désintéressement. 
Le 2 décembre 1813, Decaen est nommé commandant en chef des troupes françaises en Hollande, poste qu'il n'occupe que quelques semaines avant d'être remplacé par le général Maison à la fin du mois. Chargé d'organiser en 1814, un corps d’armée sous le titre d’armée de la Gironde et de reprendre Bordeaux aux Britanniques, il apprend l’abdication de l'Empereur et, après la bataille de Toulouse, traite d’une suspension d’armes avec le général britannique qui lui est opposé. Il reconnaît Louis XVIII.

### Les Cent-Jours et la Restauration (1815-1830)
Il est gouverneur de la 11e division militaire (Bordeaux) en 1815, au moment où le duc et la duchesse d’Angoulême apprennent à Bordeaux le débarquement de Napoléon. Decaen se comporte dans cette circonstance critique à l’égard de la duchesse, qui seule, reste à Bordeaux, avec une convenance parfaite. Il s’efforce, mais sans succès, d’y maintenir l’autorité royale après le débarquement de Napoléon. Après le départ de la princesse, il reçoit dans la ville le général Clauzel, ce qui lui vaut, plus tard, de subir une captivité de quinze mois, à la suite de laquelle il est mis en disponibilité. Il recouvre sa liberté au bout d’un an, mais est laissé sans emploi.

### La monarchie de Juillet
Rappelé à l’activité par Louis-Philippe après la révolution de Juillet, il est nommé président d’une commission chargée d’examiner les réclamations des officiers éloignés comme lui de l’armée sous la Restauration. Il meurt quelques mois plus tard d’une attaque d’apoplexie foudroyante. Une loi spéciale du 18 février 1835, octroie à sa veuve une pension extraordinaire de 3 000 francs.

### Union et descendance
Decaen épouse Marie Anne Bichon Barrois, union dont sont issus deux fils :
- Gustave Hippolyte Émilien Decaen (1805-1835)
- Camille Maximilien Eugène Léonidas Decaen (1807 - ?), marié le 2 mars 1836 à Anne Sophie Marchoux (1809-1870), dite la comtesse de Caen, mécène[4].

## Mémoires
- Mémoires et journaux du général Decaen, publiés avec une introduction et des cartes par Ernest Picard et Victor Paulier, Paris, Plon, 1910-1911, 449+440 (lire en ligne)[5].

## Hommages
Le nom du général Decaen est inscrit sur le côté Ouest de l’arc de triomphe de l'Étoile.